# Чемпионат мира по шорт-треку 2019
Чемпионат мира по шорт-треку 2019 года пройшёл с 8 по 10 марта в Софии, Болгария. Соревнования были проведены среди мужчин и женщин в многоборье и эстафетах.
Чемпион в многоборье определялся по результатам четырёх дистанций — на 500, 1000, 1500 и 3000 метров. На дистанциях сначала проводились предварительные забеги, затем лучшие шорт-трекисты участвовали в финальных забегах. Очки начислялись за каждое место в финале (34 очков за 1 место, 21 за 2-е, 13 за 3-е, 8 за 4-е, 5 за 5-е, 3 за 6-е, 2 за 7-е, 1 за 8-е). Чемпионом мира в многоборье становился спортсмен, набравший наибольшую сумму очков по итогам четырёх дистанций. В случае равенства набранных очков преимущество отдавалось спортсмену, занявшему более высокое место на дистанции 3000 м.
Также были проведены эстафеты у женщин на 3000 м и у мужчин на 5000 м. В эстафете приняли участие команды из четырёх спортсменов.

## Медали

### Общий зачёт
| Место | Страна           | Золото | Серебро | Бронза | Всего |
| ----- | ---------------- | ------ | ------- | ------ | ----- |
| 1     | Республика Корея | 8      | 5       | 2      | 15    |
| 2     | Нидерланды       | 4      | 0       | 1      | 5     |
| 3     | Китай            | 0      | 3       | 1      | 4     |
| 4-5   | Канада           | 0      | 2       | 3      | 5     |
| 4-5   | Россия           | 0      | 2       | 3      | 5     |
| 6-7   | Венгрия          | 0      | 0       | 1      | 1     |
| 6-7   | Япония           | 0      | 0       | 1      | 1     |
| Всего | Всего            | 12     | 12      | 12     | 36    |

### Призёры

#### Мужчины
| Дисциплина               | Золото                                                                                | Золото   | Серебро                                                          | Серебро  | Бронза                                                                 | Бронза   |
| ------------------------ | ------------------------------------------------------------------------------------- | -------- | ---------------------------------------------------------------- | -------- | ---------------------------------------------------------------------- | -------- |
| Многоборье               | Лим Хё Джун · Республика Корея                                                        | 102 очка | Хван Дэ Хон · Республика Корея                                   | 55 очков | Семён Елистратов · Россия                                              | 44 очка  |
| 500 метров               | Хван Дэ Хон · Республика Корея                                                        | 42,490   | У Дацзин · Китай                                                 | 42,725   | Жэнь Цзывэй · Китай                                                    | 42,888   |
| 1000 метров              | Лим Хё Джун · Республика Корея                                                        | 1:26,468 | Хван Дэ Хон · Республика Корея                                   | 1:26,657 | Семён Елистратов · Россия                                              | 1:26,660 |
| 1500 метров              | Лим Хё Джун · Республика Корея                                                        | 2:31,632 | Самюэль Жирар · Канада                                           | 2:31,685 | Ли Джун Со · Республика Корея                                          | 2:31,717 |
| 3000 метров — суперфинал | Лим Хё Джун · Республика Корея                                                        | 5:00,988 | Семён Елистратов · Россия                                        | 5:01,120 | Кейта Ватанабэ · Япония                                                | 5:01,847 |
| Эстафета 5000 м          | Республика Корея · Хван Дэ Хон · Ли Джун Со · Лим Хё Джун · Пак Чи Вон · Хон Гён Хван | 7:04,292 | Китай · Жэнь Цзывэй · У Дацзин · Сюй Хунчжи · Ян Шуай · Сунь Лун | 7:04,651 | Венгрия · Чаба Бурьян · Коул Крюгер · Шандор Шаолинь Лю · Алекс Варнью | 7:04,961 |

#### Женщины
| Дисциплина               | Золото                                                                                | Золото   | Серебро                                                                                      | Серебро  | Бронза                                                                                  | Бронза   |
| ------------------------ | ------------------------------------------------------------------------------------- | -------- | -------------------------------------------------------------------------------------------- | -------- | --------------------------------------------------------------------------------------- | -------- |
| Многоборье               | Сюзанне Схюлтинг · Нидерланды                                                         | 81 очко  | Чхве Мин Джон · Республика Корея                                                             | 76 очков | Ким Бутен · Канада                                                                      | 37 очков |
| 500 метров               | Лара ван Рёйвен · Нидерланды                                                          | 43,267   | Фань Кэсинь · Китай                                                                          | 43,427   | Сюзанне Схюлтинг · Нидерланды                                                           | 43,518   |
| 1000 метров              | Сюзанне Схюлтинг · Нидерланды                                                         | 1:28,986 | Чхве Мин Джон · Республика Корея                                                             | 1:29,187 | Ким Бутен · Канада                                                                      | 1:29,211 |
| 1500 метров              | Чхве Мин Джон · Республика Корея                                                      | 2:29,741 | Ким Бутен · Канада                                                                           | 2:29,803 | Софья Просвирнова · Россия                                                              | 2:29,843 |
| 3000 метров — суперфинал | Сюзанне Схюлтинг · Нидерланды                                                         | 5:26,880 | Чхве Мин Джон · Республика Корея                                                             | 5:26,980 | Ким Джи Ю · Республика Корея                                                            | 5:27,039 |
| Эстафета 3000 м          | Республика Корея · Чхве Мин Джон · Чхве Джи Хён · Сим Сок Хи · Ким Гён Хи · Ким Джи Ю | 4:13.904 | Россия · Софья Просвирнова · Екатерина Ефременкова · Екатерина Константинова · Эмина Малагич | 4:14.353 | Канада · Ким Бутен · Камилла де Серрес · Элисон Чарльз · Касандра Брадетт · Кортни Саро | 4:14.984 |